# Engelmanniinae
Engelmanniinae, podtribus glavočika, dio tribusa Heliantheae. Postoji 11 rodova raširenih po Sjevernoj i Južnoj Americi.

## Istraživanja 2000–te
Filogenetski odnosi roda Silphium i podplemena Engelmanniinae ispitani su korištenjem podataka o DNK sekvencama. Područje internog transkribiranog razmaknika (ITS) i područje vanjskog transkribiranog razmaknika (ETS) sekvencirano je za 39 primjeraka koji predstavljaju šest rodova podplemena Engelmanniinae (Berlandiera, Chrysogonum, Dugesia, Engelmannia, Lindheimera i Silphium), plus pet dodatnih rodova identificiranih kao usko povezani s Engelmanniinae analizom restrikcijskih mjesta DNA kloroplasta i tri vanjske skupine. Filogenetska analiza poduprla je monofiliju Silphiuma s Lindheimerom kao sestrom. Silphium (silfij) se može podijeliti u dva dijela na temelju dvaju dobro poduprtih kladusa koji odgovaraju vrsti korijena i obliku rasta. Ovi rezultati također podržavaju proširenje podplemena Engelmanniinae na Balsamorhiza, Borrichia, Rojasianthe, Vigethia i Wyethia. Pretpostavljamo da potpleme Engelmanniinae potječe iz Srednje Amerike i kasnije se proširilo u Sjedinjene Države. Predlažemo da je kompleks cipsele, koji je prisutan u Berlandieri, Chrysogonumu, Engelmannia i Lindheimeri, nastao samo jednom i da je kasnije izgubljen u Silphiumu.

## Rodovi
1. Berlandiera DC. (8 spp.)
2. Chrysogonum L. (3 spp.)
3. Engelmannia A.Gray (1 sp.)
4. Lindheimera A.Gray & Engelm. (1 sp.)
5. Silphium L. (15 spp.)
6. Borrichia Adans. (3 spp.)
7. Vigethia W.A.Weber (1 sp.)
8. Wyethia Nutt. (9 spp.)
9. Scabrethia W.A.Weber (1 sp.)
10. Agnorhiza (Jeps.) W.A.Weber (5 spp.)
11. Balsamorhiza Hook. (11 spp.)